# Tichon Szczepka
Tichon Szczepka (ur. 1905 we wsi Bondurowo w obwodzie odeskim, zm. w lipcu 1984 w Charkowie) – Ukrainiec, funkcjonariusz NKWD i MWD, jeden z wykonawców zbrodni katyńskiej.

## Życiorys
Ukończył 6 klas szkoły podstawowej, w 1937 wstąpił do NKWD, w 1940 został nadzorcą więzienia śledczego Zarządu Bezpieczeństwa Państwowego Zarządu NKWD obwodu charkowskiego. Za udział w mordowaniu polskich jeńców z obozu w Starobielsku 26 października 1940 nagrodzony przez szefa NKWD Ławrientija Berię. Od 1945 dyżurny pomocnik komendanta komendantury Zarządu NKWD obwodu charkowskiego w stopniu starszego sierżanta. Później pracował w Zarządzie MWD obwodu odeskiego. W lipcu 1953 zwolniony z MWD.

## Odznaczenia
- Order Czerwonej Gwiazdy (1945)
- Medal „Za zasługi bojowe” (1945)